# Благовещенский, Пётр Васильевич
Пётр Васильевич Благовещенский (25 мая 1866 — 1936 года) — русский и советский военачальник, полковник российской императорской армии (1915).

## Биография
Православный. Из дворян. В 1885 году окончил Оренбургский Неплюевский кадетский корпус.
4 декабря 1885 года поступил во 2-е Константиновское военное училище.

### Участие в революционных кружках
В 1885 году присоединился к Петербургскому военно-революционному кружку, участвовал в собраниях. Доказывал, что между солдатами нужно вести особого рода пропаганду, направленную на поддержание в них нравственной связи с деревней, из-за чего разошёлся во взглядах с другими участниками, из кружка вышел, затем отказался присоединяться к другим кружкам. 22 января 1887 года юнкер П. В. Благовещенский был арестован, содержался в Петропавловской крепости. Привлекался к дознанию Петербургским жандармским управлением по Делу о военно-революционных кружках 1887 года (процесс «18-ти»). По Высочайшему повелению от 11 и 22 августа 1887 года подлежал переводу на службу рядовым в войска Кавказского, Туркестанского округа или Закаспийской области, по распоряжению Генерального штаба, с тем, чтобы производство в унтер-офицеры не последовало ранее 1,5 лет, а в офицеры — 3 лет, не иначе как по особому удостоверению непосредственного начальства и под его личной ответственностью. Сдан из крепости 3 сентября 1887 года в распоряжение коменданта Санкт-Петербурга.

### Прохождение службы
В 1887 году был направлен на службу в Туркестанский военный округ, в 1890 году выдержал экзамен на офицерский чин при штабе округа, поручиком определён во 2-й запасной Сибирский стрелковый батальон. Революционное прошлое не помешало П. В. Благовещенскому в 1899 году окончить Академию Генерального штаба, по 2-му разряду. В 1909 году П.В. Благовещенский — и.д. старшего адъютанта управления 8-го Туркестанского стрелковой бригады, затем командовал ротой, после этого служил в 3-м Туркестанском стрелковом полку.

### Первая мировая война
Участвовал в Первой мировой войне, с 16 апреля 1916 года — командир 3-го Туркестанского стрелкового полка, с 1917 года — выборный командир 1-го Туркестанского армейского корпуса. 

### Гражданская война
30 апреля 1918 года была провозглашена Туркестанская Советская Республика (в составе РСФСР), в 1918—1919 годах П. В. Благовещенский работал в Народном Комиссариате по военным делам Туркестанской республики.
Постановлением ЦИК Туркестанской республики от 7 апреля 1919 года был образован РВС Туркестанской республики для укрепления центральной военной и гражданской власти, организации обороны и подавления внутренней контрреволюции в Туркестане. Из состава членов РВС был избран Главнокомандующий войсками республики — И. П. Белов, при нём для руководства действующими войсками по постановлению РВС от 10 апреля 1919 года сформирован Главный штаб. С 16 июля по 16 ноября 1919 года П. В. Благовещенский — начальник Главного штаба Туркестанской республики.
Во время Гражданской войны Туркестанская республика оказалась в очень сложном положении, упорные бои шли на местных Туркестанском, Закаспийском, Семиреченском Северном, Ферганском и Северо-Восточном (Актюбинском) фронтах, на территории Туркестанской республики действовали отряды басмачей. Главный штаб руководил войсками Туркестанской республики, координировал их действия.
11 августа 1919 года был образован Туркестанский фронт РККА, с 25 августа 1919 года войсками Туркестанской республики командовал М. В. Фрунзе (одновременно с командованием Туркестанским фронтом), 13 сентября 1919 года войска Туркестанской республики объединились с войсками Туркестанского фронта РККА.
16 ноября 1919 года Главный штаб Туркестанской республики был переименован в Штаб туркестанских войск (по штатам фронта) с подчинением заместителю командующего фронтом по Туркестану, начальником нового штаба стал П. В. Благовещенский. На этом посту он осуществлял оперативное и административное управление войсками, находящимися на территории Туркестана.

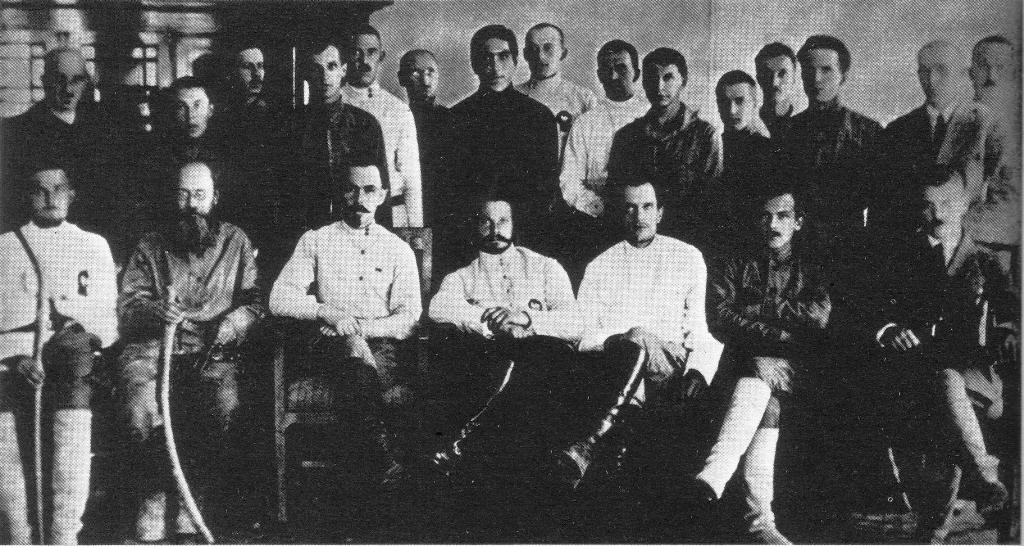
Командный состав Туркестанского фронта (в нижнем ряду, второй слева — П. В. Благовещенский (с бородой), далее — Г. Я. Сокольников, М. В. Фрунзе, В. В. Куйбышев, Ю. И. Ибрагимов. 1920 год.

14 декабря 1919 года РВС туркестанских войск и должность командующего туркестанскими войсками упразднялись, но штаб туркестанских войск продолжал свою работу до 29 апреля 1920 года, затем был обращен на укомплектование штаба Туркестанского фронта.
С 29 апреля по 24 сентября 1920 года П. В. Благовещенский — вр. и.д. начальника штаба Туркестанского фронта, разработал план Бухарской операции и участвовал в её проведении (август—сентябрь 1920 года). С 24 сентября 1920 года — заместитель нового командующего Туркестанским фронтом Г. Я. Сокольникова.
После окончания Гражданской войны П. В. Благовещенский работал в штабе Туркестанского фронта, в 1923 году вышел в отставку.
Умер в 1936 году.

## Чины
- подпоручик — (старшинство (ст.) 1.09.1890)
- поручик — (ст. 1.09.1894)
- штабс-капитан — (ст. 6.05.1900)
- капитан — (ст. 21.11.1904)
- подполковник — (ст. 26.02.1910)
- полковник — (ст. 12.09.1915)

## Награды
- Орден Святой Анны 3-й степени (1905);
- Орден Святого Станислава 2-й степени — (13.02.1913);
- Мечи и бант к ордену Святой Анны 3-й степени — (24.07.1916);
- Георгиевское оружие — (ВП 27.09.1916).